# HD 118666
HD 118666，又名CP-63 2896，SAO 252400、HR 5130，是一颗恒星，视星等为5.79，位于銀經308.14，銀緯-2.2，其B1900.0坐标为赤經13h 33m 10.5s，赤緯-64° -2.2′ 7″。